# Firstory
Firstory是一個製作 Podcast 的軟體服務平台，採用 UGC 模式。平台提供的功能有上傳音檔、自動發佈、贊助盈利、社群留言功能。平台主要定位為面向 Podcast 創作者的創作工具。
除網站外，也有提供 iOS 及 Android 讓創作者能夠直接透過手機製作 Podcast。

## 功能
用戶可以在 Firstory 中上傳音檔。Firstory 會將內容自動發布至 Spotify、Apple Podcasts 等收聽端或串流平台。
1. 自動發佈：免去了傳統手動上傳 RSS 的步驟，自動將用戶的內容發佈至全球。[3]
2. 金流盈利：提供創作者跨平台向聽眾收取贊助的功能。[4]
3. 社群留言：讓聽眾能夠針對 Podcast 單集跨平台向創作者留言。[5]

## 公司历史
- 2018年3月 Firstory 團隊正式推出第一版聲音交友軟體。[6]
- 2018年12月 赴美參加 Y Combinator（页面存档备份，存于） 面試未成功。[6]
- 2019年8月 推出第一版面向 Podcast 創作者的工具。[3]

## 外部連結
- 官方网站